# Apteroperla tikumana
Apteroperla tikumana is een steenvlieg uit de familie Capniidae. De wetenschappelijke naam van de soort is voor het eerst geldig gepubliceerd in 1938 door Uéno.